# Chiesa di San Giovanni Battista (Argenta)
La chiesa di San Giovanni Battista è la parrocchiale di Traghetto, frazione di Argenta. Risale al XVI secolo.

## Storia
La presenza della chiesa dedicata a San Giovanni Battista a Traghetto di Argenta è documentata sin dal XVI secolo e il suo giuspatronato fu di competenza dei padri di famiglia del posto sino ad epoca recente.
Ebbe la concessione di un fonte battesimale dal 1574.
A partire dal XVIII e sino al XX secolo, cioè da quando venne mutata l'immissione del fiume Reno nel Po di Primaro, conclusa nel 1767, si ripeterono con frequenza inondazioni e danneggiamenti in tutto il territorio, e anche la chiesa ne fu interessata.
Durante il secondo conflitto mondiale molti edifici del paese vennero colpiti da enormi danni e fu necessaria una grande opera di ricostruzione. Anche l'edificio sacro venne semidistrutto, e le uniche parti che si salvarono furono la facciata e una parte delle strutture murarie.
Tutta la chiesa quindi fu oggetto di un importante intervento ricostruttivo che portò all'erezione di una nuova torre campanaria e di una nuova canonica.
Gli ultimi interventi, nel 2005, hanno riguardato la copertura del tetto e la torre campanaria, danneggiati da un forte evento atmosferico.